# Francisco Santarini Tognoli
Francisco Santarini Tognoli (11 de septiembre de 1883 - 17 de octubre de 1954) fue un ingeniero mecánico de aviación. 

## Biografía
Nació en Saint Arcangelo di Romagna, provincia de Forli, Italia, hijo de Luis Santarini y de Orsola Tognoli. Estudió Mecánica Industrial y en 1909 fue empleado como jefe de talleres por la fábrica de motores Anzani en París, Francia. En 1909, Santarini diseñó un motor especial para el avión Blériot XI del afamado piloto francés Louis Blériot, con el cual Blériot ganó un premio de £1000 libras al cruzar el Canal de la Mancha por primera vez en la historia; esta célebre victoria convirtió a Santarini en un codiciado mecánico de aviación.

## Guerras de los Balcanes
Logrado el éxito del cruce del Canal, Santarini fue contratado por la fábrica de aviones inglesa Vickers a donde llegaron varios oficiales búlgaros a aprender a volar y a comprar varios aviones. Cuando en 1912 comenzó la Primera Guerra de los Balcanes, los búlgaros contrataron a Santarini para que les ayudara en la lucha contra Turquía. La flota aérea aliada estaba formada por numerosos aviones de diferentes marcas y procedentes de distintos países: Albatros alemanes, Farman y Blériot franceses y Vickers ingleses. Santarini tuvo a su cargo la responsabilidad de que esa heterogénea flota estuviera en condiciones de vuelo.
Al iniciarse la segunda guerra de los Balcanes, en la que los antes aliados combatían entre sí, Santarini regresó a Londres.
Desde allí fue reclutado por Alfred Moisant en Nueva York como jefe de mantenimiento de los aviones, motores y hélices de la famosa fábrica y escuela Moisant Aviation School, situada en Minneola, Long Island. 

## La Revolución Mexicana
Mientras tanto en México, Venustiano Carranza, gobernador de Coahuila, se levantó en armas contra el usurpador Victoriano Huerta, y pidió tres aviones a la fábrica Moisant. En febrero de 1914 llegó el primero de los tres aeroplanos Morane/Moisant con Francisco Santarini comisionado para armarlos y ponerlos en condiciones de vuelo, así como dar mantenimiento a los aviones Farman, Deperdussin y Blériot. Esta se convirtió en la 'Flotilla Aérea del Ejército Constitucionalista', a las órdenes directas de Venustiano Carranza. La flotilla fue desplazada por tren hacia la Ciudad de México y luego hacia Veracruz.
Santarini instaló un taller a bordo de uno de los carros y bajo su dirección se fundieron y fabricaron numerosas piezas en el arsenal del fuerte de San Juan de Ulúa.
En Veracruz la flotilla se embarcó hacia Yucatán y luego a Tampico y Santarini marchó al frente de su grupo de mecánicos. Durante la campaña, Santarini realizó diseños de motores y aviones novedosos y planeó modificaciones para mejorar el rendimiento de los aviones en servicio. Eventualmente, la flotilla fue instalada en el picadero del Campo de Tiro en Balbuena. Santarini organizó las instalaciones, distribuyó el material y asignó funciones al personal técnico.

## Fundación del TNCA
El 15 de noviembre de 1915, nacieron los Talleres Nacionales de Construcciones Aeronáuticas (TNCA), en la Ciudad de México, los cuales fueron dirigidos por Francisco Santarini bajo el mando del teniente coronel Alberto Salinas Carranza.
La meta era la fabricación integral de aviones, motores y hélices. Todos los aviones fueron pronto equipados con la hélice Anáhuac, fruto de la inventiva de Juan Guillermo Villasana, de la que había varios modelos según la potencia del motor. Santarini fabricó el avión 'Parasol' totalmente diseñado por él, al que equipó con un motor Gnome de 80 caballos y una hélice Anáhuac; como Santarini no sabía volar, este avión fue probado exitosamente por Felipe S. Carranza. 
Bajo la dirección de Santarini, se fundieron y se maquinaron partes para construir motores de aviación totalmente mexicanos; el primero de ellos fue el Aztatl (Garza Blanca) con que se equipó al avión 'Serie A' # 3 que también fue volado por el teniente Horacio Ruiz el 16 de mayo de 1917. Posteriormente construyeron los motores Trébol y SS México de hasta 100 CV y los aviones 'Serie H', también diseño de Santarini, derivados del primer Parasol. Luego, diseñó el avión llamado 'Microplano Veloz'.

## Escuela Militar de Aviación
El 18 de octubre de 1920 Santarini fue reincorporado a la Escuela Militar de Aviación por el general Gustavo Salinas Carmiña como profesor y consultor, contribuyendo a diversas labores en la Escuela y de los Talleres. En 1922 Francisco Santarini, Juan Guillermo Villasana y Felipe H. García pusieron una escuela de aviación en los llanos de la hoy colonia Arenal. En busca de una actividad más remuneradora, puso un taller automotriz en la Ciudad de México. 
En 1931 fue miembro fundador de la Asociación Mexicana de Aeronáutica y en 1950 se le designó consejero técnico de la Fuerza Aérea Mexicana. El 27 de junio de 1950, Santarini fue objeto de un caluroso homenaje por parte de la Fuerza Aérea Mexicana y por conducto del Gral. Brigadier P. A. Alfonso Cruz Rivera Subjefe Operativo de la FAM, que fue su alumno y al que enseñó a volar durante 1920, lo condecoró personalmente y bajo acuerdo presidencial, se le concedió la condecoración al Mérito Aeronáutico de 1.a clase por su meritoria labor en la fundación de la aviación militar mexicana. 
Francisco Santarini falleció el 17 de octubre de 1954 en San Rafael, estado de Veracruz, México.